# Agrilus juglandis
Agrilus juglandis es una especie de insecto del género Agrilus, familia Buprestidae, orden Coleoptera. Fue descrita científicamente por Knull, 1920.
Mide 5.5 mm. Se encuentra en el este de Estados Unidos. Se alimenta de nogales.